# 濮议
濮议，指宋英宗时代对皇帝生父濮安懿王赵允让尊禮的讨论，其引起了一系列政治事件。
宋英宗赵曙原是濮王赵允让之子，由于宋仁宗的皇子全部夭折，为皇嗣得以延续，遂过继给宋仁宗为皇子。宋英宗即位后，讨论崇奉濮王的典礼。
治平元年（1064年），韩琦、欧阳修等奏请尊礼濮安懿王为皇考。尊礼之事引起与王珪、司马光、呂誨、范纯仁、呂大防、贾黯等台谏大臣的不满，主张称濮王为皇伯。史称濮议之争。此事件导致吕诲、范纯仁、吕大防等人被贬黜。
治平三年（1066年），由于宋英宗强烈意愿，曹太后被迫同意英宗称濮安懿王和三位妻妾（譙國太夫人王氏、襄國太夫人韓氏、仙游縣君任氏）为“亲”，尊濮安懿王为皇考濮安懿皇，三位妻妾并尊为后。英宗下旨，以礼追崇生父和三位夫人，为其修建陵园和宗庙。但赵允让一直没有获得明确的皇帝尊号。随着英宗的去世，事情不了了之。
元豐二年，宋神宗下詔，濮安懿王三夫人可並稱王夫人。

## 嗣濮王
元豐七年（1084年），宋神宗進封伯父赵宗晖為嗣濮王，以奉祀親祖父濮安懿王；此後，能繼承嗣濮王的人選，都是從趙允讓的後代中選擇。一直到南宋中期為止，趙允讓在世的後代中最年長者，有資格獲封嗣濮王。但是由於嗣濮王受封時往往已經相當衰老，很快必須重新尋找合格者；而且遴選的過程也有因官階低下而無法受封者。因此自嘉定十二年（1219年）起，有資格承襲的宗室如果過於年邁，便以授官給他的兒子代替，並找下一順位的繼承人。